# 豊田市役所

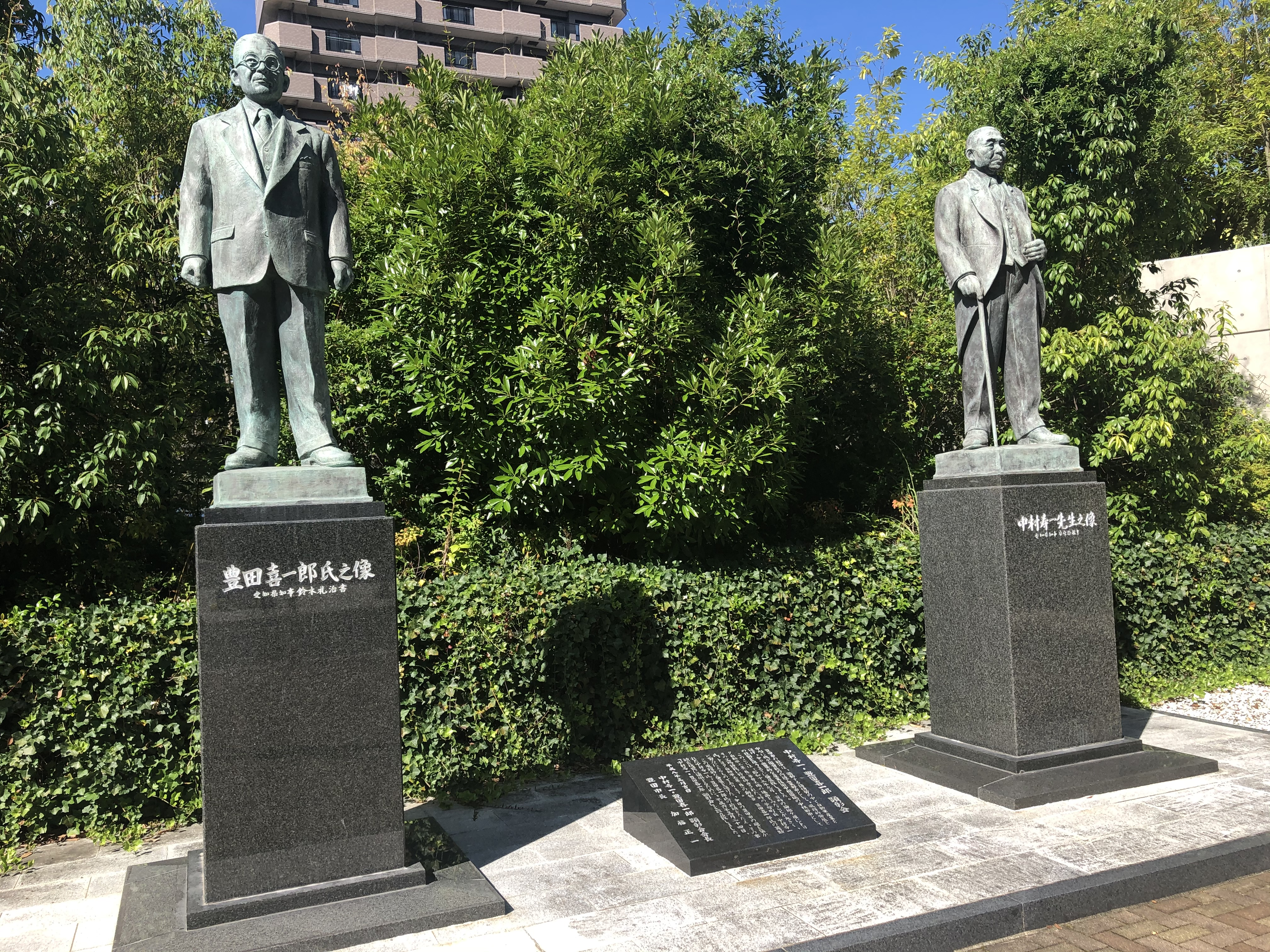
豊田市役所東庁舎前に建っている豊田喜一郎と挙母町長の中村寿一の銅像

豊田市役所（とよたしやくしょ）は、日本の地方公共団体である豊田市の組織が入る施設（役所）である。

## 所在地
- 郵便番号：〒471-8501
- 住所：愛知県豊田市西町3丁目60番地

## 開庁時間
- 午前8時30分～午後5時15分（月曜日から金曜日）
- 閉庁日：土曜日・日曜日・祝日・年末年始（12月29日～1月3日）

## 沿革
- 1963年（昭和38年）1月 - 市役所東庁舎完成。
- 1971年（昭和46年）
  - 3月 - 市役所西庁舎完成。
  - 12月 - 電子計算機導入。
- 1974年（昭和49年） - 窓口業務に模写電送システムを採用。
- 1984年（昭和59年） - 市役所南庁舎完成。
- 1995年（平成7年）5月 - 市役所南庁舎業務開始。
- 2009年（平成21年）5月 - 市役所東庁舎使用中止。
- 2012年（平成24年）12月 - 新東庁舎完成。

## アクセス
- 豊田市駅（名鉄三河線）から徒歩で約6分。
- 新豊田駅（愛知環状鉄道・愛知環状鉄道線）から徒歩で約10分。

## 市庁舎

### 南庁舎
| 階  | 概 要 |
| --- | --- |
| 8F  | 議場傍聴席、傍聴ロビー |
| 7F  | 議場、南71～73会議室、南71～74委員会室、議場ロビー |
| 6F  | 議会局、正副議長室、議員控室、図書室、談話室、南61会議室、南61～65応接室                                                                                               |
| 5F  | 市長室、副市長室、市長公室（秘書課）、南51～53会議室、南51～53応接室                                                                                                   |
| 4F  | 企画政策部（企画課、財政課、資産経営課、都市計画課、未来都市推進課）、地域振興部（地域支援課、交通安全防犯課、防災対策課）、市長公室（市政発信課、経営戦略課）、記者室 |
| 3F  | 総務部（庶務課、人事課、財政課、法務課、行政改革推進課、財産管理課、契約課、選挙管理委員会）、市民部（資産税課）、南31会議室                                           |
| 2F  | 庁舎連絡橋、市民ロビー、ATMコーナー、生涯活躍部（市民活躍支援課、スポーツ振興課）、市民部（市民税課、債権管理課）、会計課、南21会議室                                  |
| 1F  | 市民部（市民相談課、おくやみコーナー、市民課、国保年金課、市政情報コーナー）、生涯活躍部（文化振興課）市民ロビー、警備室                                               |
| B1F | 地下1階駐車場70台、庁舎地下連絡歩道 |
| B2F | 地下2階駐車場78台 |

### 東庁舎
老朽化のため2009年（平成21年）以降解体され、2012年（平成24年）に中央保健センターを含む新庁舎に建て替えられた。
| 階  | 概 要 |
| --- | --- |
| 8F  | 機械室 |
| 7F  | 公文書管理センター、東大会議室1〜4、東71〜73会議室、東75展望会議室、介護認定審査会室3                                                                  |
| 6F  | 教育委員会、教育部（教育政策課、学校教育課、学校づくり推進課、保健給食課）、監査委員（監査委員事務局）、教育委員会会議室、東61会議室                   |
| 5F  | 総務部（情報システム課）、栄養指導室、東53会議室、市民課 マイナンバーカード交付窓口                                                                    |
| 4F  | 保健部（健康政策課、健康づくり応援課、保健衛生課、感染症予防課、保健支援課）、保健所検査室、豊田市食品衛生協会、感染症診査協議会室、東41・43・44会議室 |
| 3F  | 保健センター、介護認定審査会室1・2 |
| 2F  | 庁舎連絡橋、こども・若者部（こども・若者政策課、子ども家庭課、保育課）、東21会議室、東21～25相談室、売店（ファミリーマート）                           |
| 1F  | 福祉部（福祉医療課、介護保険課、高齢福祉課、障がい福祉課、総務監査課、よりそい支援課、地域包括ケア企画課）、東11～12相談室                             |
| B1F | 駐車場 |

### 西庁舎
| 階  | 概 要 |
| --- | --- |
| 8F  | 総務部（技術管理課、用地審査課）、生涯活躍部（国際まちづくり推進課、ラリーまちづくり推進課）、土地開発公社（業務課）、西81・82・83会議室       |
| 7F  | 産業部（産業労働課、商業観光課、農政企画課、農業振興課、農地整備課）、農業委員会事務局、農業委員会室、豊田市勤労者サービスセンター、西71会議室 |
| 6F  | 建設部（建設企画課、土木管理課、道路維持課、道路予防保全課、河川課）、西61会議室                                                               |
| 5F  | 都市整備部（市街地整備課）、建設部（幹線道路推進課、街路課、土木課）、西51会議室                                                               |
| 4F  | 都市整備部（都市整備課、建築相談課、開発調整課、定住促進課、建築予防保全課、建築整備課）                                                       |
| 3F  | 都市整備部（交通政策課、区画整理支援課、公園緑地つくる課、公園緑地つかう課）、上下水道局（総務課、経営管理課）                                 |
| 2F  | 市民部（生活福祉課）、上下水道局（下水道施設課、下水道建設課）、庁舎連絡橋                                                                     |
| 1F  | 上下水道局（料金課、水道整備課、企画課） |
| B1F | 食堂 |

### 環境センター
- 水道水質試験室
- 上下水道局（上水運用センター分室）
- 環境部（廃棄物対策課、環境保全課、環境政策課）

### 分庁舎
長興寺地区に移転する以前、豊田市消防本部だった建物。
現在は改築されものづくり創造拠点 SENTANが2017年（平成29年）竣工、2017年（平成29年）9月に開設した。

### 元城仮庁舎
以前加茂病院として使われていた場所にあった仮庁舎。新東庁舎ができるまで使われていた。跡地は「とよたエコフルタウン」になっていたが、2024年3月末で閉館することとなった。

## 市の組織
2024年（令和6年）4月1日現在

### 市長公室
経営戦略課、秘書課、東京事務所、市政発信課

### 企画政策部
企画課、財政課、資産経営課、都市計画課、未来都市推進課

### 総務部
庶務課、法務課、人事課、行政改革推進課、財産管理課、契約課、情報システム課、技術管理課、用地審査課、情報戦略課

### 市民部
市民相談課、市民課、国保年金課、市民税課、資産税課、債権管理課

### 地域振興部
地域支援課、旭支所、足助支所、稲武支所、小原支所、上郷支所、猿投支所、下山支所、高岡支所、高橋支所、藤岡支所、松平支所、交通安全防犯課、防災対策課

### 生涯活躍部
市民活躍支援課、文化振興課、ラリーまちづくり推進課、スポーツ振興課、国際まちづくり推進課

### 美術・博物部
文化財課、美術館、博物館（民芸館）

### こども・若者部
こども・若者政策課、こども家庭課、保育課

### 環境部
環境政策課、環境保全課、廃棄物対策課、循環型社会推進課、清掃業務課、清掃施設課

### 福祉部
地域包括ケア企画課、総務監査課、よりそい支援課、生活福祉課、障がい福祉課、高齢福祉課、介護保健課、福祉医療課

### 産業部
産業労働課、次世代産業課、商業観光課、農政企画課、農業振興課、農地整備課、森林課

### 都市整備部
都市整備課、交通政策課、市街地整備課、区画整理支援課、開発調整課、建築整備課、建築相談課、定住促進課、公園緑地つくる課、公園緑地つかう課、建築予防保全課

### 建設部
建設企画課、幹線道路推進課、土木管理課、道路維持課、道路予防保全課、街路課、土木課、地域建設課、河川課

### 消防本部
消防本部総務課、警防救急課、予防課、指令課、北消防署、中消防署、南消防署、足助消防署

### 上下水道局
上下水道局総務課、経営管理課、上下水道局企画課、料金課、水道整備課、水道維持課、上水運用センター、下水道施設課、下水道建設課

### 教育部
教育政策課、図書館管理課、学校教育課、学校づくり推進課、保健給食課

### 議会局
議会局総務課、議事調査課

### 土地開発公社
業務課

## 支所・出張所

### 一覧
上郷支所
- 〒470-1218：豊田市上郷町5-1-1

猿投支所
- 〒470-0373：豊田市四郷町東畑70-1

石野出張所
- 〒470-0318：豊田市力石町深田57-2

保見出張所
- 〒470-0344：豊田市保見町四反田121-1

高岡支所
- 〒473-0933：豊田市高岡町長根51

高橋支所
- 〒471-0014：豊田市東山町2-1-1

松平支所
- 〒444-2216：豊田市九久平町寺前16

藤岡支所
- 〒470-0493：豊田市藤岡飯野町田中245

小原支所
- 〒470-0592：豊田市小原町上平441-1

足助支所
- 〒444-2424：豊田市足助町宮ノ後26-2

下山支所
- 〒444-3242：豊田市大沼町越田和37-1

旭支所
- 〒444-2892：豊田市小渡町船戸15-1

稲武支所
- 〒441-2513：豊田市稲武町竹ノ下1-1

駅西口サービスセンター
- 〒471-0026：豊田市若宮町1-57-1、A館T-FACE7階（松坂屋上階）

### ギャラリー
- 足助支所
（2012年（平成24年）3月）
- 保見出張所
（2017年（平成29年）5月）
- 上郷支所
（2017年（平成29年）5月）
- 旭支所
（2018年（平成30年）6月）
- 稲武支所
（2018年（平成30年）6月）
- 猿投支所
（2018年（平成30年）11月）
- 石野出張所
（2019年（平成31年）4月）
- 高岡支所
（2019年（平成31年）4月）
- 藤岡支所
（2019年（平成31年）4月）
- 高橋支所
（2019年（令和元年）5月）
- 松平支所
（2019年（令和元年）6月）
- 小原支所
（2019年（令和元年）8月）
- 下山支所
（2021年（令和3年）10月）

## 備考
東庁舎前に、トヨタ自動車工業（現在のトヨタ自動車）の工場進出と土地買収に尽力した豊田喜一郎と挙母町長の中村寿一の銅像が建っている。